# Emblema de la Generalidad de Cataluña
El emblema de la Generalidad de Cataluña es el símbolo que representa a las instituciones y organismos dependientes de la Generalidad de Cataluña y se diferencia del escudo de Cataluña.

## Historia
Antiguamente, el emblema de la Diputación del General había sido la cruz de San Jorge. El actual está formado por un óvalo que lleva inscritos palos en gules sobre fondo amarillo o de oro, enmarcado por ramos de hojas de laurel. Fue diseñado por el arquitecto Bartomeu Llongueras i Galí (1906-1994) con motivo del concurso convocado para dotar de un sello a la Generalidad. El concurso fue ganado por Joaquim Navàs, cuyo diseño fue adoptado oficialmente en 1932; no obstante su uso fue muy limitado, y por el contrario fue cobrando popularidad el del Llongueras tanto durante la Segunda República como posteriormente entre la oposición al franquismo como símbolo del autogobierno de Cataluña. 
Adquirió carácter oficial, con algunas simplificaciones en su diseño, el 2 de abril de 1981. Existe una versión bicolor en gules y plata.

## Galería

Emblema diseñado por Llongueras i Galí
Emblema diseñado por Joaquim Navàs